# Pierre-Ange Le Pogam
Pierre-Ange Le Pogam, né le 20 août 1954 à Lorient, est un producteur de cinéma et acteur français.
Au cours de sa carrière, il est proche de Luc Besson, avec qui il travaille en étroite collaboration. À l'international, il est connu pour avoir produit le film d'action à franc succès Taken (2008) de Pierre Morel avec Liam Neeson dans le rôle principal, ainsi que Trois Enterrements (2005) de l'Américain Tommy Lee Jones.

## Biographie
Autodidacte, Pierre-Ange Le Pogam travaille d'abord chez Tony Molière et passe bientôt chez Gaumont, où il est chargé, via Buena Vista, de la distribution en France des productions Disney.
En 1984, il rencontre Luc Besson et participe avec lui à la production, via la Gaumont, de nombreux projets dans les années 1980 et 1990 tels que Le Grand Bleu, Nikita, Léon ou Le Cinquième Élément.

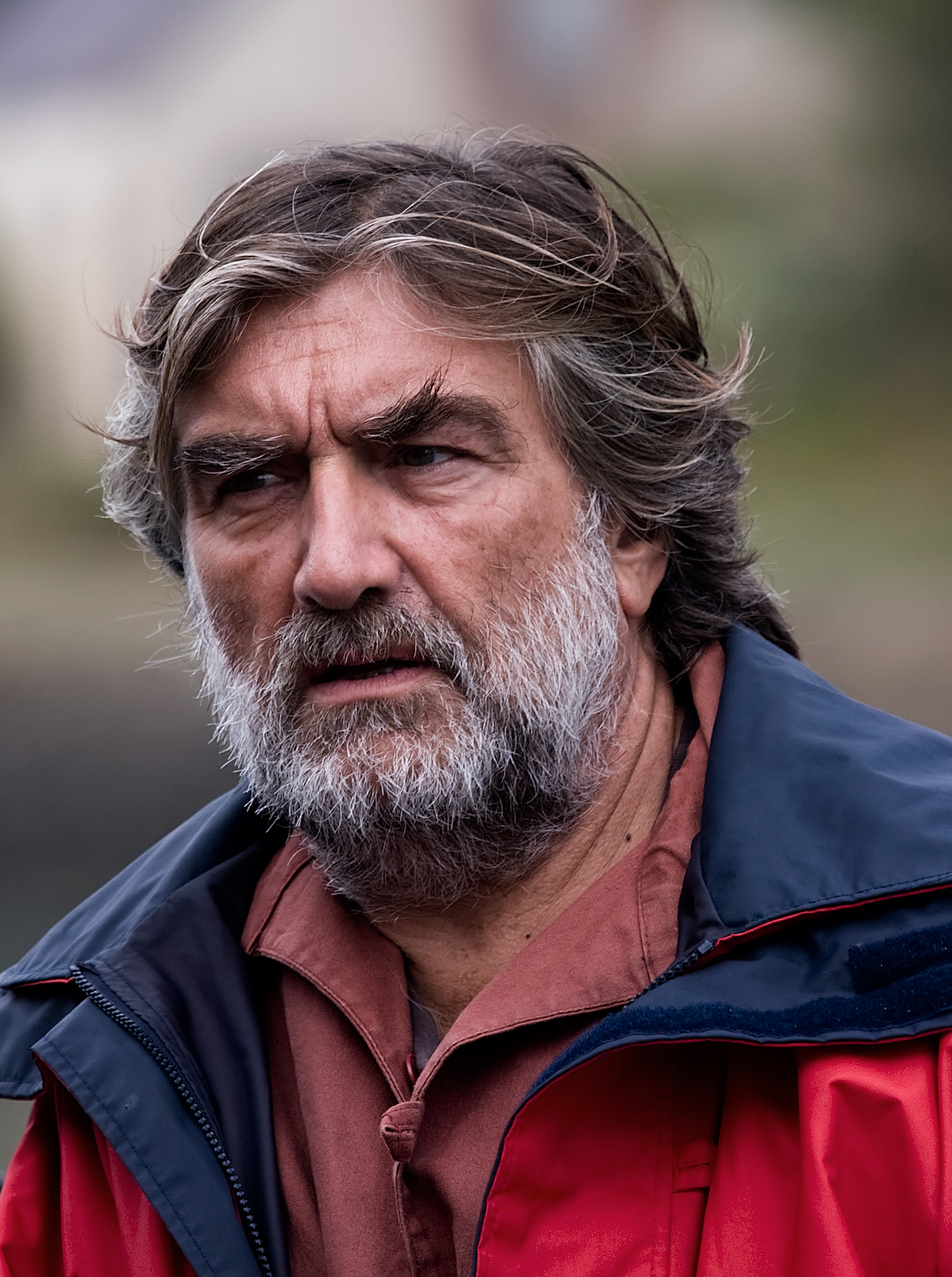
Pierre-Ange Le Pogam sur le tournage de L'homme qui voulait vivre sa vie, le Bono, le 7 octobre 2009.

En 2000, il cofonde avec lui la société de production EuropaCorp dont il détient 8 % des parts et Besson 62 %. À la suite d'une série de désaccords entre Luc Besson et lui, notamment avec l'arrivée du publicitaire Christophe Lambert, il décide de quitter EuropaCorp le 26 janvier 2011,.
Il possède la moitié d'une petite île bretonne, l'île de Gavrinis,, sur laquelle il a invité au fil des ans des artistes contemporains. C'est à son invitation que Pierre Estève élabore plusieurs de ses installations sur l'île. 

## Filmographie

### Comme producteur
- 2002 : La Turbulence des fluides de Manon Briand
- 2002 : Peau d'ange de Vincent Pérez
- 2002 : Blanche de Bernie Bonvoisin
- 2003 : Rire et Châtiment d'Isabelle Doval
- 2003 : Taxi 3 de Gérard Krawczyk
- 2003 : Michel Vaillant de Louis-Pascal Couvelaire
- 2005 : Ze film de Guy Jacques
- 2005 : Akoibon d'Édouard Baer
- 2005 : Nordeste de Juan Solanas
- 2005 : Imposture de Patrick Bouchitey
- 2005 : Trois Enterrements (The Three Burials of Melquiades Estrada) de Tommy Lee Jones
- 2005 : Entre ses mains d'Anne Fontaine
- 2005 : Bunker Paradise de Stefan Liberski
- 2005 : La Boîte noire de Richard Berry
- 2008 : Taken de Pierre Morel
- 2009 : À l'origine de Xavier Giannoli
- 2010 : Coursier de Hervé Renoh
- 2010 : L'Immortel de Richard Berry
- 2010 : L'homme qui voulait vivre sa vie d'Éric Lartigau
- 2011 : La Source des femmes de Radu Mihaileanu
- 2011 : Colombiana d'Olivier Megaton
- 2012 : Les Chevaux de Dieu de Nabil Ayouch
- 2012 : Comme des frères d'Hugo Gélin
- 2014 : La Crème de la crème de Kim Chapiron
- 2014 : Grace de Monaco d'Olivier Dahan
- 2015 : Maggie d'Henry Hobson
- 2017 : Le Fidèle de Michaël R. Roskam

### Comme acteur
- 1985 : Subway de Luc Besson : Jean
- 2003 : Ni pour, ni contre (bien au contraire) de Cédric Klapisch : le directeur du dépôt
- 2005 : La vie de Michel Muller est plus belle que la vôtre de Michel Muller : lui-même
- 2005 : La Boîte noire de Richard Berry : Colbert
- 2009 : Braquo (série télévisée) : Charles Rey
- 2010 : Le Siffleur de Philippe Lefebvre : Jean-Michel Bacomo
- 2010 : L'Homme qui voulait vivre sa vie d'Éric Lartigau : Le marin breton
- 2012 : Comme des frères de Hugo Gélin : le directeur du théâtre
- 2014 : La Crème de la crème de Kim Chapiron : le directeur de l'École de commerce
- 2018 : Online Billie de Lou Assous : le père d'Esther
- 2019 : Inside (court-métrage) de Lancelot Mingau